# Karel Kalláb
Karel Kalláb (13. února 1884 Nové Město na Moravě – 6. června 1963) byl moravský učitel, spisovatel, muzejní pracovník, sběratel pověstí a překladatel.

## Život

### Soukromý
Narodil se v Novém Městě na Moravě do rodiny tkalce Františka Kallaba a jeho manželky Marie (roz. Zíchové). Dne 18. února 1910 se oženil s Olgou Feldmannovou. Aktivně se zapojoval v tělovýchovném spolku Sokol. Měl přátelský vztah se sochařem Janem Štursou, po jehož smrti v roce 1925 vydal vzpomínkový článek k uctění jeho památky.

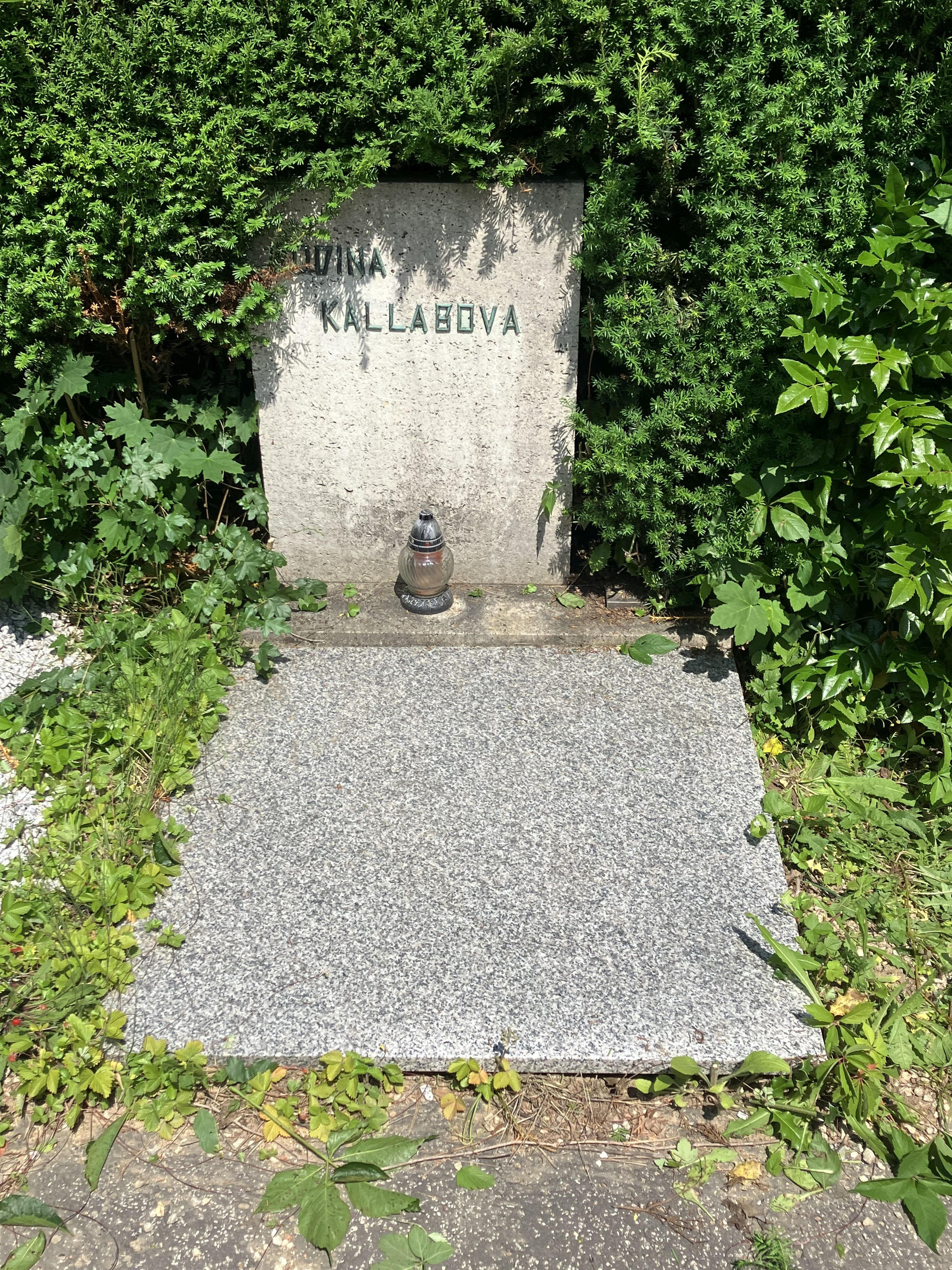
Hrob Karla Kallába

### Profesní
Vystudoval reálnou školu, na kterou navázal jednoročním abiturientským kursem na Učitelském ústavu v Praze. Poté působil jako učitel v rodném Novém Městě na Moravě, v Radešínské Svratce a Brně (na Komenského škole v Králově poli zastával funkci řídícího učitele). Do důchodu odešel v roce 1939.
Vyjma učitelské dráhy působil také 10 let jako kustod v Horáckém muzeu. Zde zodpovídal za uspořádání muzejních sbírek a jejich přípravu pro Horáckou krajinnou výstavu v roce 1925.
Důležitou součástí jeho profesního působení tvořilo sbíraní pověstí (především z Moravy a Slezska) od pamětníků a z archivních pramenů. Kallábova neúnavná sběratelská činnost vyústila ve vydání několika knih pověstí, které doplňoval podobně laděnými příspěvky v Lidových novinách, v odborném etnologické periodiku Český lid, a v dnes již nevydávaných dětských časopisech Lípa a Vlaštovička. Při zakládání Vlaštovičky, pyšnící se podtitulem "Časopis šťastných dětí", ve 30. letech 20. století se dokonce sám angažoval. V prostředí svého rodného Horácka spolupracoval Kalláb od 20. let na vydávání Horácké besedy, což byla měsíční příloha tehdejších novoměstských novin – Horáckých listů, a později přispíval i do místního periodika Naše Horácko.
Literární nadání uplatnil Kalláb také jaké překladatel z němčiny a francouzštiny. Věnoval se například próze francouzských autorů Remy de Gourmont či Alphonse Daudet, jejichž překlady byly v letech 1914–1919 po částech uveřejňovány ve čtrnáctideníku Český svět.
Zemřel v roce 1963 a je pochován na Ústředním hřbitově v Brně, sk. H36, hrob č. 27.

## Dílo

### Knihy
- KALLÁB, Karel. V tajemných zátokách Svratky. Sbírka bájí a pověstí z kraje od Žákovy hory k Pernštejnu. Sebral a upravil... Brno, Vydav. odbor USJN 1931
- KALLÁB, Karel a Josef KOČÍ. Pověsti hradů moravských a slezských. Praha: Josef Hokr, 1937. sv. 1
- KALLÁB, Karel a Josef KOČÍ. Pověsti hradů moravských a slezských. Praha: J. Hokr, 1938. sv. 2

Nově přepracováno
- KALLÁB, Karel, Adam JIST a Tomáš SEKYRKA. Pověsti hradů moravských a slezských. Praha: Melantrich, 1996. ISBN 80-7023-235-8

### Příspěvky v novinách a časopisech

#### Horácké listy
- KALLÁB, Karel. Vzpomínky přátel Štursových. [J. Karásek ze Lvovic, J. Pelikán, P. Křičková, Em. Jelínek, J. Mrázek, R. Kadlec, K. Kalláb] Horácké listy, 19, 1927, č. 19, s. 3–7
- KALLÁB, Karel. Kvalt nad koželuhem: Ze sporů Novoměšťanů s vrchností. Horácké listy, 18, 1926, č. 26, s. 1–2

#### Horácké besedy – příloha Horáckých listů
- KALLÁB, Karel. O novoměstské rebelii 1791. Horácké besedy, 1, 1927, č. 2, s. 5–7
- KALLÁB, Karel. Panství v "Horácku" r. 1877. Horácké besedy, 1, 1927, č. 3, s. 1–4
- KALLÁB, Karel. Superintendant Michal Blažek a "helvetská rebelie" r. 1797. Horácké besedy, 1, 1927, č. 4, s. 4–6
- KALLÁB, Karel. Smlouva o hlavu. Horácké besedy, 1, 1927, č. 5, s. 5
- KALLÁB, Karel. Honza z Bříšče. Horácké besedy, 1, 1927, č. 6, s. 6–7; 2, 1928, č. 1, s. 5–6
- KALLÁB, Karel. Ještě o novoměstské rebelii roku 1791. Horácké besedy, 2, 1928, č. 1, s. 4–5

#### Lidové noviny
- KALLÁB, Karel. Z dějin Nového Města na Moravě. Lidové noviny. Brno: Vydavatelské družstvo Lidové strany v Brně, 5. 7. 1925, 33 (332, ranní vydání), 19. ISSN 1802-6265
- KALLÁB, Karel. Slunko na Hradčanech. Lidové noviny. Brno: Vydavatelské družstvo Lidové strany v Brně, 1931, 39 (3). s. 7. ISSN 1802-6265
- KALLÁB, Karel. Smrk. Lidové noviny. Brno: Vydavatelské družstvo Lidové strany v Brně, 15. 8. 1931, 39 (407). s. 8. ISSN 1802-6265
- KALLÁB, Karel. Borůvky. Lidové noviny. Brno: Vydavatelské družstvo Lidové strany v Brně, 23. 8. 1931, 39 (420). s. 8. ISSN 1802-6265
- KALLÁB, Karel. Hadí královna (litevská pohádka). Lidové noviny. Brno: Vydavatelské družstvo Lidové strany v Brně, 25. 10. 1931, 39 (535). s. 10. ISSN 1802-6265
- KALLÁB, Karel. Ráj – nebesa Lidové noviny. Brno: Vydavatelské družstvo Lidové strany v Brně, 6. 12. 1931, 39 (611). s. 8. ISSN 1802-6265
- KALLÁB, Karel. Mackovo přádlo. Lidové noviny. Brno: Vydavatelské družstvo Lidové strany v Brně, 28. 8. 1932, 40 (434). s. 6. ISSN 1802-6265
- KALLÁB, Karel. Skřivánek. Lidové noviny. Brno: Vydavatelské družstvo Lidové strany v Brně, 12. 3. 1933, 41 (130). s. 8. ISSN 1802-6265
- KALLÁB, Karel. Historické okénko: Jak a kdy se začali jísti raci. Lidové noviny. Brno: Vydavatelské družstvo Lidové strany v Brně, 25. 10. 1936, 44 (39). s. 154. ISSN 1802-6265
- KALLÁB, Karel. Kdo je nejmocnější: Perská pohádka. Lidové noviny. Brno: Vydavatelské družstvo Lidové strany v Brně, 16. 4. 1939, 47 (193). s. 1–2. ISSN 1802-6265
- KALLÁB, Karel. Jedna ze zapomenutých horáckých koled. Lidové noviny. Brno: Vydavatelské družstvo Lidové strany v Brně, 21. 12. 1943, 51 (350). s. 1–2. ISSN 1802-6265

#### Podyjí
- KALLÁB, Karel. Jan Štursa. Podyjí, 4, 1926–1927, s. 144–147
- KALLÁB, Karel. První ruchadla na Horácku. Podyjí, 4, 1926–1927, s. 149–150
- KALLÁB, Karel. Mikuláš Konáč z Hodíškova, původem Moravan. Podyjí, 5, 1927–1928, s. 9–10
- KALLÁB, Karel. Dvě vánoční koledy z Novoměstska. Podyjí, 5, 1927–1928, s. 23–24
- KALLÁB, Karel. Píseň o pádu povětroně na Jihlavsku roku 1808. Podyjí, 5, 1927–1928, s. 75–76
- KALLÁB, Karel. Horácké museum v Novém Městě na Moravě. Podyjí, 8, 1930–1931, s. 337–338

#### Vlaštovička
- KALLÁB, Karel. O původu houslí: Cikánská pohádka z Rumunska. Vlaštovička: Časopis šťastných dětí. Praha: Ústřední spolek jednot učitelských, 1. 1. 1938, 1 (5). s. 69–71
- KALLÁB, Karel. Kozlíčkové a vlk. Vlaštovička: Časopis šťastných dětí. Praha: Ústřední spolek jednot učitelských, 1. 3. 1938, 1 (7). s. 104–105
- KALLÁB, Karel. Honzíček a kozy. Vlaštovička: Časopis šťastných dětí. Praha: Ústřední spolek jednot učitelských, 1. 9. 1938, 2 (1). s. 6–7
- KALLÁB, Karel. Ženo, sem s tou vřelou vodou (litevská pohádka). Vlaštovička: Časopis šťastných dětí. Praha: Ústřední spolek jednot učitelských, 1. 1. 1939, 2 (5). s. 73–74
- KALLÁB, Karel. Liška, vlk a mezek. Vlaštovička: Časopis šťastných dětí. Praha: Ústřední spolek jednot učitelských, 1. 10. 1939, 3 (2). s. 28–29

#### Ostatní periodika
- KALLÁB, Karel. Zvonička v Křídlech. Selský archiv, 15, 1922, č. 1–2, s. 40
- KALLÁB, Karel. Novoměstští „famfuláci“. Od Horácka k Podyjí 5, 1928, no. 6–8, pp. 121–122
- KALLÁB, Karel. Vánoční koledy z moravského Horácka. Český lid. 1929, roč. 29, s. 92–95
- KALLÁB, Karel. Po stopách horáckého hornictví a hutnictví. Naše Horácko, 2, 1948, č. 9

#### Katalog k výstavě
- První všeobecná výstava v Novém Městě na Moravě roku 1869. Výstavní list Horácké krajinné výstavy v Novém Městě na Moravě, 1925, č. 1, s. 2